# Yakawlang (huyện)
Yakawlang là một huyện thuộc tỉnh Bamian, Afghanistan. Dân số thời điểm năm 1999 là 79,957 người.